# Barranquilla
Barranquilla város Kolumbia területén, az ország északi részén, a Magdalena folyó mellett, a Karib-tenger partjának közelében. Atlántico megye székhelye. Az agglomeráció lakossága 1,88 millió fő volt 2011-ben, ezzel Bogotá, Cali és Medellín után az ország negyedik legnagyobb városa.
Gazdasági, ipari és kulturális központ, számos egyetemmel. A Barranquillai főegyházmegye érseki székvárosa. Iparának fő ágazatai: élelmiszeripar (növényi zsírok, olajok előállítása, tejipar, kolbászok és italok gyártása), gyógyszeripar, vegyipar, cipőgyártás, buszok karosszériájának gyártása, szappangyártás, építőanyag-ipar, bútorgyártás, műanyaggyártás, fémalkatrészek gyártása, hajóépítés.

## Földrajz

### Fekvése
Karib-tengeri kikötő a Magdalena folyó torkolatától 18 km-re. 

### Éghajlat
A városban az átlaghőmérséklet 28 °C, az esős hónapok a május, a június, illetve az augusztustól novemberig tartó időszak.

## Története
A város története az 1620-as években kezdődött, amikor a hosszú nyarak víz nélkül hagyták a Galapa nevű indián település lakóit, ültetvényeik és legelőik kiszáradtak, így útra keltek, hogy vizet keressenek. Hamarosan megérkeztek a mai Barranquilla vidékére, ahol házakat kezdtek építeni. Kezdetleges településük a Sabanitas de Camacho nevet kapta. 1626-ban már kikötő is létesült a tengerparton. Ekkor a spanyol korona a területet Nicolás de Barrosnak adományozta, aki megalapította a San Nicolás nevű haciendát, amit Barrancas de San Nicolásnak, vagy kicsinyítőképzővel Barranquillas de San Nicolásnak kezdett nevezni. 1629-től kezdve kezdtek kialakulni az utcák és a háztömbök.
A kolumbiai függetlenségi háború idején, 1813. április 7-én, miután Manuel Rodríguez Torices, az akkori Cartagena állam kormányzója elvesztette Santa Marta városát a spanyolokkal szemben, ide tette át székhelyét, egyben villa rangra emelte Barranquillát, valamint Barlovento vagy Tierradentro megye (a mai Atlántico megye elődje) székhelyévé tette. Ezután azonban a spanyol hadak szállták meg a várost, a köztük és a függetlenségiek között kialakuló harcokban pedig rengetegen életüket vesztették, így a település szinte „szellemvárossá” alakult. Csak 1819-ben indított támadást Simón Bolívar a barranquillában meghúzódó spanyol csapatok ellen, végül a város 1820. június 12-én „támadt fel”, amikor megérkeztek Mariano Montilla ezredes hadai.
Barranquilla 1857-ben kapta meg a ciudad (város) rangot, azóta folyamatosan fejlődik. 1993 óta a Distrito Especial, Industrial y Portuario kategóriába (Speciális, ipari és kikötőkörzet) tartozik.

## Turizmus

### Látnivalók
- Tolentinói Szent Miklós-előszékesegyház

### Rendezvények
A nagyböjt előtti utolsó héten minden évben karnevált rendeznek, amikor Barranquillát a bolondok városának nevezik.

## Sport
A város legjelentősebb labdarúgócsapata az Atlético Junior.